# Aeroportul Internațional San Francisco
Aeroportul Internațional San Francisco (în engleză San Francisco International Airport; IATA: SFO, ICAO: KSFO), localizat la 21 km sud de centrul orașului San Francisco, este cel mai mare din Golful San Francisco și al doilea cel mai aglomerat din California, după Aeroportul Internațional Los Angeles. Acest aeroport este hub pentru United Airlines și Virgin America.
În 2012, aeroportul a fost tranzitat de 44.477.209 de pasageri, ceea ce reprezintă o creștere de 8,4% față de anul 2011, și au fost efectuate 424.566 de mișcări de aeronave.